# Ourapteryx caschmirensis
Ourapteryx caschmirensis är en fjärilsart som beskrevs av Max Joseph Bastelberger 1911. Ourapteryx caschmirensis ingår i släktet Ourapteryx och familjen mätare. Inga underarter finns listade i Catalogue of Life.